# بخش پتهورا گره
بخش پتهورا گره (به انگلیسی: Pithoragarh district) یک بخش در هند است که در اوتاراکند واقع شده‌است. بخش پتهورا گره ۷٬۱۱۰ کیلومتر مربع مساحت و ۴۸۵٬۹۹۳ نفر جمعیت دارد.